# Mémoires de l'Academie Royale des Sciences de Turin
Mémoires de l'Academie Royale des Sciences de Turin (abreviado Mém. Acad. Roy. Sci. Turin) fue una revista con ilustraciones y descripciones botánicas que fue editada en Turín. Se publicó  desde el año 1813 hasta 1818. Fue precedida por Mémoires de l'Academie Imperiale des Sciences, Litterature et Beaux-Arts de Turin. Sciences Physiques et Mathematiques y reemplazada por Memorie della Reale Accademia delle Scienze di Torino.